# Iphiaulax hemixanthopterus
Iphiaulax hemixanthopterus är en stekelart som beskrevs av Szepligeti 1911. Iphiaulax hemixanthopterus ingår i släktet Iphiaulax och familjen bracksteklar. Inga underarter finns listade i Catalogue of Life.